# Nuno Varela

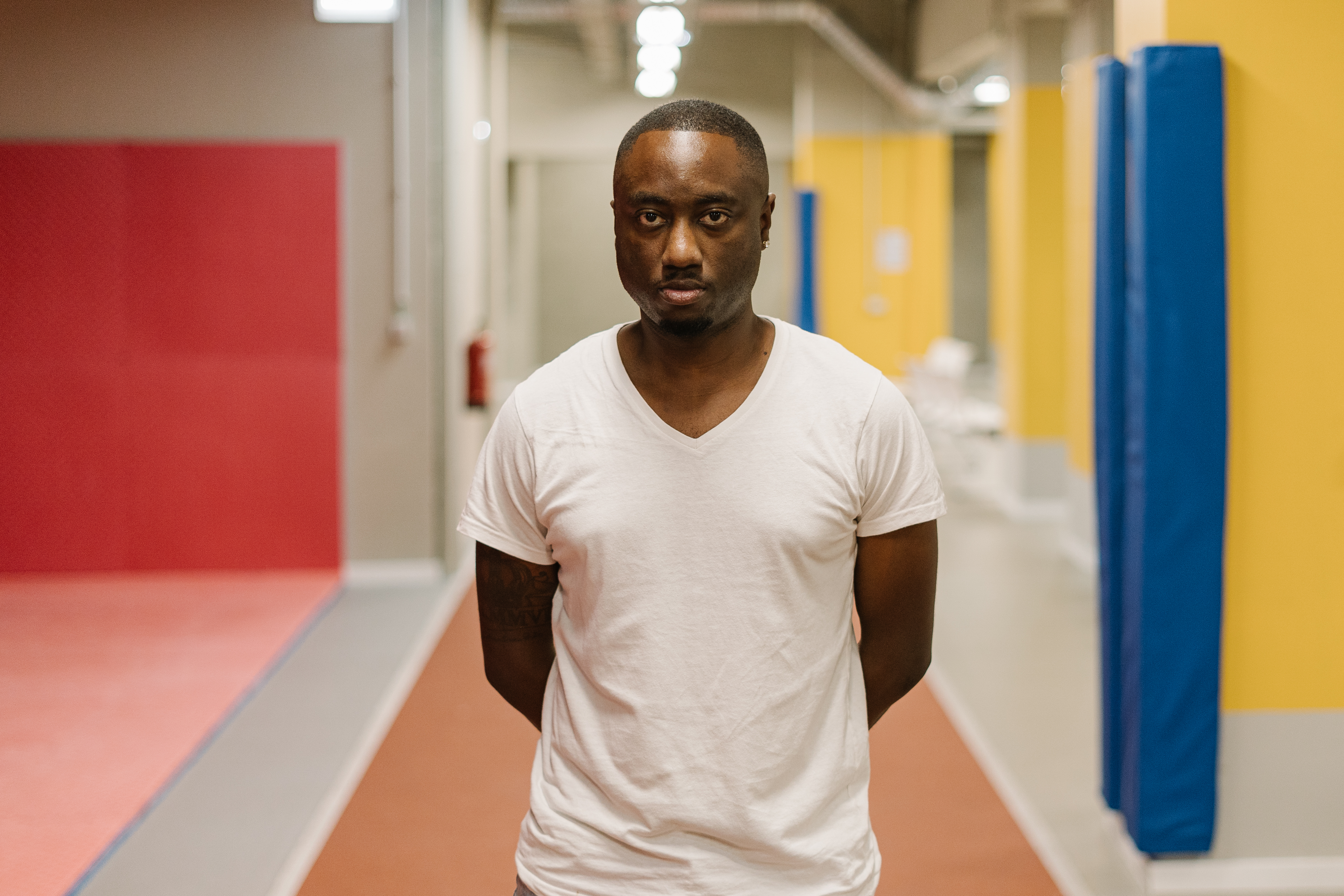

Nuno Varela (1984, Lisboa) é um dos principais impulsionadores do movimento do hip hop em Portugal e um empreendedor social dedicado a projetos comunitários. 

## Percurso
Chelas foi onde Nuno Varela - também apelidado de "o Padrinho" - nasceu, cresceu e forjou amizades que mantém até hoje. Ali, passou uma infância ditada pela pobreza, drogas e pela prisão do pai, mas foi também o local que vincou o hip hop no seu percurso. Era através das revistas, dos posters e do walkman que mergulhava naquela cultura, música e estilo de vida que lhe iam chegando dos Estados Unidos da América. 
Em 2007, juntamente com o melhor amigo, Guru (1980-2015), lançou a plataforma Hip Hop Sou Eu, uma das mais populares do país na promoção e divulgação do movimento. Desse projeto, nasceram mais tarde a Liga KnockOut, uma das primeiras ligas de batalhas de freestyle lusófonas e a agência de artistas We Deep. Um ano depois da morte de Guru, Varela criou também a Associação Guru, um projeto social de apoio comunitário destinado aos jovens.
Mais recentemente, em 2022, o empreendedor social fundou o Kriativu, no Bairro do Armador, Zona M, em Chelas. No espaço, os jovens fazem fluir as suas ideias criativas, através da música podcast, fotografia, workshops e há também bicicletas ao dispor. 
Nas várias atividades que vai acumulando, Nuno Varela também faz curadoria de festivais, como o Rock in Rio Lisboa, através da Associação Chelas é o Sítio, ou dos concertos de viagens de finalistas de estudantes portugueses em Espanha e não só.
Em setembro de 2022, o empreendedor foi convidado para ir a Nova Iorque e a Washington D.C., onde se encontra a sede da Next Level – um programa do Departamento de Estado americano que usa o hip hop para fazer diplomacia, e cujo lema é “Construir uma Comunidade através da Cultura Hip Hop”. 
Em novembro, foi um dos oradores convidados da Comic Con Portugal, no painel “Autenticidade: seja você sem filtros com Christian Rôças” (conhecido como Crocas e ex-CEO da Porta dos Fundos). Também Nuno Varela, do projeto HipHopSouEu, foi convidado nesta conversa onde todos os artistas debateram a ideia de autenticidade e porque esta característica é uma das mais importantes para ter sucesso na carreira artística.
Um mês depois, Nuno Varela subiu ao palco do evento de apresentação da PowerList 100 Personalidades Negras da Lusofonia, promovido pela plataforma Bantumen, para receber o prémio de Empreendedor Promissor, pela "resiliência, tenacidade e capacidade de liderança no desenvolvimento de um negócio sustentável com impacto económico e/ou social". 

## Prémios
Empreendedor Promissor - PowerList 100 Personalidades Negras Mais Influentes 2022 